# Менезиш, Дуарте ди (губернатор португальской Индии)
Дуа́рте де Мене́зеш (порт. Duarte de Menezes, родился до 1488 года — умер после 1539 года) — португальский военный и политический деятель, губернатор Танжера, португальского анклава в Северной Африке, в 1508—1521 и 1536—1539 гг., губернатор Португальской Индии в 1522—1524 гг.

## Происхождение
Дуарте де Менезеш был старшим сыном в семье дворянина Жуана де Менезеша (порт. D. João de Meneses), 1-го графа Тарока, магистра ордена Госпитальеров в Португалии, и его жены Жоанны де Вильены (порт. D. Joana de Vilhena). Был назван в честь прославленного деда с отцовской стороны — Дуарте де Менезеша, графа Виана-ду-Алентежу, губернатора португальского анклава в Северной Африке Ксар ес-Сегир (порт. Ksar es-Seghir).

## Служба в Танжере
В начале XVI века Дуарте несёт военную службу под руководством своего отца в Танжере. С 1507 года он фактически стал главой португальского анклава, а в 1508 году Дуарте был официально назначен на должность губернатора Танжера, сменив своего отца. В следующие 13 лет Дуарте снискал репутацию храброго солдата и военного лидера в многочисленных конфликтах вокруг Танжера.

## Губернаторство в Индии
В 1521 году Дуарте де Менезеш был назначен королём Мануэлом I губернатором Португальской Индии на смену Диогу Лопеша де Секейры. Дуарте отплыл из Лиссабона в апреле 1521 года в составе армады из 11 каракк, одной из которых командовал его брат — Луиш де Менезеш (порт. D. Luís de Menezes). Флотилия добралась до Гоа в августе 1521 года, Дуарте приступил к обязанностям губернатора только в начале 1522 года, с отплытием в Португалию предыдущего губернатора. Его губернаторство было провальным — Дуарте де Менезеш был обвинён в коррупции и превышении полномочий, арестован новоприбывшим в 1525 году губернатором Васко да Гама и отправлен назад в Португалию в кандалах.
Часть современных историков утверждает, что Дуарте де Менезеш не был так преступно виновен, как это представлялось: в Португальской Индии за несколько десятилетий накопилось множество экономических проблем — всё больше финансов отправлялось в метрополию, налогов и доходов не хватало. Губернаторами последовательно назначали военных администраторов (каким и был собственно Дуарте де Менезеш). Кризис администрации и пришёлся на губернаторство Дуарте. Обвинение включало, например, пункт, что с его согласия португальцы продавали пушки прямым врагам — арабам.
В Португалии Дуарте де Менезеша заточили в крепость Торреш Ведраш, где он провёл семь лет.

## Последние годы
Дуарте де Менезеш был освобождён из крепости по ходатайству влиятельных друзей, и в 1536 году он получил назначение на хорошо знакомую должность губернатора Танжера. Дуарте занимал пост губернатора до 1539 года, когда он передал должность собственному сыну — Жуану де Менезешу (порт. D. João de Meneses). Дуарте вернулся в Португалию в 1539 году, где впоследствии и скончался.

## Комментарии
1. ↑  Титул назывался лат. Prior do Crato — Приор Крату
2. ↑  Современная территория Марокко, между другими анклавами Португалии Сеутой и Танжером